# (It's Not War) Just the End of Love
«(It's Not War) Just the End of Love» es una canción del grupo galés de rock alternativo Manic Street Preachers que fue lanzada el 13 de septiembre de 2010 como primer sencillo de su décimo trabajo de estudio, Postcards from a Young Man.

## Videoclip
El videoclip fue dirigido por el cineasta Alex Smith, y se estrenó en GMTV el 26 de agosto de 2010. Está ambientado en un torneo de ajedrez de la década de 1970 y está protagonizado por el actor Michael Sheen, quien interpreta a un maestro de ajedrez estadounidense (aunque juega con una bandera galesa), frente a una maestra ajedrecista soviética a la que da vida la británica Anna Friel. Todo el vídeo está desarrollo en cámara lenta. La partida queda interrumpida cuando, de repente, ambos contrincantes se suben a la mesa y empieza a besarse apasionadamente, mientras la audiencia del estudio los contempla horrorizados.

## Recepción de la crítica
El sencillo fue recibido con entusiasmo por James McLaren, crítico en la BBC de Gales, quien alabó la composición y elogió su "toque pop teatral", como el uso de las guitarras, con una melodía simple pero "entregada al estilo ya clásico de Manics". NME habló de la "nostalgia" que propagaba, "pero también una inconfundible sensación de vitalidad y urgencia". En una revisión temprana del álbum, el mismo medio describió la canción como "literalmente la canción pop de estadio más atrevida y extravagante a la que los Manics se han puesto nunca. Pero de una manera realmente excelente, con uno de esos coros que solo necesitas escuchar una vez para recordar para siempre". The Fly lo calificó como un "comienzo brillante" para el álbum, diciendo que "expone su grandioso puesto desde el principio mientras el riff amigable para la radio de James Dean Bradfield da paso a un cálido florecimiento orquestal".

## Posición en listas
| Listas (2010)                        | Posición más alta |
| ------------------------------------ | ----------------- |
| Bélgica-Valona (Ultratop 40 Singles) | 38                |
| Reino Unido (UK Singles Chart)       | 28                |